# William Addison Dwiggins
William Addison Dwiggins (Martinsville, 1880 - 1956) foi um designer de livros,  calígrafo, ilustrador e tipógrafo estadunidense que trouxe para o seu design de tipos um caráter presente em de seu trabalho publicitário.
Dwiggins cunhou o termo "designer gráfico" em 1922 para descrever as atividades de um indivíduo que traz ordem estrutural e forma à comunicação impressa.